# Burkheart Ellis
Burkheart Ellis Jr. (né le 18 septembre 1992 à Raleigh aux États-Unis) est un athlète barbadien, spécialiste du sprint.

## Carrière
Lors des Championnats d'Amérique du Nord, d'Amérique centrale et des Caraïbes d'athlétisme 2015, il bat le record national du relais en 38 s 55 pour remporter la médaille de bronze. Il participe aux Jeux olympiques de 2016 sur 200 m. Il remporte la médaille d'argent du relais 4 × 100 m lors des relais mondiaux de 2017.